# Adam Lopez
Adam Lopez Costa (* 26. August 1972 in Brisbane, Australien) ist ein australischer Popmusiker, Sänger und Gesangslehrer. Er ist berühmt für seine Fähigkeit, extrem hohe Töne des Pfeifregisters zu produzieren. Weiterhin ist er auch für seinen großen Stimmumfang bekannt. Bis Ende 2017 hielt er den Weltrekord für den höchsten von einem Mann produzierten Ton.

## Biografie
Lopez ist der zweite von drei Söhnen des spanischen Immigranten Manuel Jesus Lopez Perez und Maria Del Rosario Costa Velasco. Beide Eltern waren Musiker. Nachdem er mit drei Jahren angefangen hatte zu singen, war Lopez mit zehn Jahren ein Sopran. Nachdem er mit der High School fertig war, studierte Lopez Gesang am „Queensland Conservatorium of Music at Griffith University“ in Australien. Er studierte dort fünf Jahre lang Operngesang und investierte insgesamt zehn Jahre in den Ausbau seiner stimmlichen Fähigkeiten.
Nebenbei hat Lopez als Background-Sänger für Mariah Carey, Debelah Morgan, Keith Urban, Vanessa Amorosi und andere australische Künstler gearbeitet. Er hat außerdem für Film und Radio gearbeitet.
Derzeit unterrichtet Lopez Gesang am Sheldon College in Redlands, Queensland, Australien.

## Diskografie
- 2006: The Popera EP
- 2006: Showstopper
- 2008: Till The End Of Time
- 2014: When All Is Said And Done (Single)
- 2014: Paper Boat (Single)
- 2014: Kaleidoscope
- 2015: You/Holiday (Double Single)

## Weltrekord
Für das Guinness-Buch der Rekorde hielt Lopez am 27. Oktober 2008 einen der höchsten Töne, die je durch einen Mann produziert wurden. Dieser Ton ist ein fünfgestrichenes Cis. Der Ton ist einen Halbton über dem höchsten Ton eines Klaviers und hat eine Frequenz von 4435 Hz. Am 27. Oktober 2017 übertraf Wang Xiaolong diesen Rekord mit einem fünfgestrichenen e (5342 Hz).
Die Tessitura von Lopez liegt im Tenorbereich.